# August Föppl

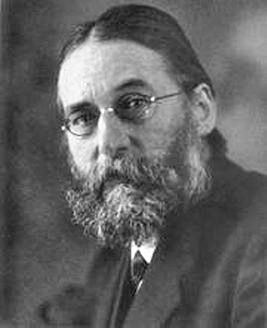
August Föppl.

August Otto Föppl, född 25 januari 1854 i Groß-Umstadt, Hessen, död 12 oktober 1924 i Ammerland, var en tysk ingenjör.
Föppl blev professor i teknisk mekanik vid tekniska högskolan i München 1895. Han är främst hågkommen som författare av läroböcker i mekanik och hållfasthetslära, vilka var de första som vände sig till blivande ingenjörer och kom att bli förebild för senare läroböcker av denna typ. Av Föppls läroböcker kan främst nämnas Drang und Zwang. Eine höhere Festigkeitslehre für Ingenieure (tillsammans med Ludwig Föppl, 1920).